# The Least Successful Human Cannonball
The Least Successful Human Cannonball je peti studijski album njemačkog thrash metal sastava Destruction objavljen 1998. godine.
Album sadrži mnogo više elemenata groove metala za razliku od prijašnjih. Ovo im je drugi i posljednji album bez Schmiera.

## Popis pjesama
1. "Formless, Faceless, Nameless" - 4:27
2. "Tick on a Tree" - 5:00
3. "263 Dead Popes" - 3:09
4. "Cellar Soul" - 5:47
5. "God Gifted" - 4:30
6. "Autoaggression" - 3:47
7. "Hoffmannn's Helll" - 4:44
8. "Brother of Cain" - 4:55
9. "A Fake Transition" - 1:33
10. "Continental Drift I" - 2:53
11. "Continental Drift II" - 3:41

## Zasluge
Destruction
- Michael Piranio - gitara
- Christian Engler - bas-gitara
- Mike Sifringer - gitara
- Thomas Rosenmerkel - vokali
- Oliver Kaiser - bubnjevi